# Боровой, Алексей Алексеевич
Алексе́й Алексе́евич Борово́й (30 октября [11 ноября] 1875, Москва — 21 ноября 1935, Владимир) — русский философ, юрист, экономист, журналист и теоретик анархизма. После юношеского увлечения марксизмом перешёл на позиции анархо-индивидуализма, позднее оказывался под влиянием анархо-синдикализма и даже платформизма. Неизменным оставалась его приверженность идеям гуманизма и атеизма.

## Биография
Родился 30 октября (11 ноября) 1875 года в Москве в семье чиновника. Во время обучения на юридическом факультете Московского университета (1894—1898) посещал лекции  других факультетов и в течение года учился в Московской консерватории по классу фортепиано; постоянно посещал вернисажи и выставки, не пропускал ни одной театральной или музыкальной премьеры, следил за литературными новинками. Сдав в январе 1902 года магистерские экзамены получил должность приват-доцента Московского университета, а летом 1903 года — двухгодичную командировку в Германию и Францию. Приехав в Париж с марксистскими убеждениями, он уехал из него анархистом: 

Неожиданно из каких-то неведомых глубин во мне родилась разом огромная, оформленная, просветляющая, единая мысль. С необыкновенной отчетливостью, побеждающей убедительностью — во мне проснулось чувство нового для меня мироощущения. Я дрожал, как струна. У меня не было с собою ни карандаша, ни записной книжки. Не помню — как дошел я или добежал до своего отеля и буквально в лихорадке записал отдельными словами ход пришедших мыслей.
Со скамьи Люксембургского сада — я встал просветленным, страстным, непримиримым анархистом… 

В 1906—1910 годах он руководил московским издательством «Логос». С апреля 1906 года выступал с лекциями об анархизме в Московском историческом музее, после чего стал подвергаться политическим преследованиям. Первой лекцией стала лекция «Общественные идеалы современного человечества. Либерализм. Социализм. Анархизм», прочитанная 5 апреля 1906 года, где присутствовало свыше тысячи человек, из которой выросла одноименная работа. В конце 1910 года был привлечён к судебной ответственности за выпуск ряда анархических изданий и собственной брошюры «Революционное миросозерцание», в связи с чем был вынужден бежать из России. Уехал во Францию, где жил до конца 1913 года, читая лекции в Collège libre des sciences sociales (фр.) и в эмигрантском рабочем университете. Вскоре жена Эмилия с дочерью Татьяной вернулись в Россию. Сам он вернулся в Россию только после амнистии, данной политэмигрантам по случаю 300-летия дома Романовых; занялся журналистикой: сотрудничал с газетой «Новь», с С. А. Соколовым-Кречетовым и журналом «Перевал».
В политику вернулся после Февральской революции 1917 года; был редактором журнала «Клич» (1917) и одним из лидеров Московского союза идейной пропаганды анархизма (1918).
В начале 1918 года был военным комиссаром при Главном военном санитарном управлении. С 1918 по 1923 читал ряд курсов в разных учебных заведениях Москвы. С 1919 года — профессор экономического отделения факультета общественных наук Московского университета. В 1921 году стал одним из учредителей Всероссийского комитета по увековечению памяти П. А. Кропоткина, с 1923 года работал в Кропоткинском музее в Москве. С 1924 года состоял экономистом-консультантом при Московской товарной бирже.
После 1921 года возобновились преследования Борового по политическим мотивам, и после 1925 года он был исключён из преподавательского состава. В 1929 году сослан в Вятку, а в 1932-м — во Владимир, где и умер 21 ноября 1935 года от сердечного приступа.
Был дважды женат; 2-я жена — Эмилия Васильевна Шеляпина (урождённая Струве), сестра В. В. Струве.

## Взгляды
По Боровому, обе ветви анархизма — индивидуалистическая и коммунистическая — декларативно выступают за освобождение личности, но не предлагают конкретного способа достижения заявленной цели, кроме того, содержат те или иные ограничения свободы индивидуума. Анархические взгляды, на его взгляд, не получили достаточной научной проработки. Анархизм был хорош в критике существующих порядков, наметил величественные цели, к которым общество должно стремиться, но ни один теоретик антиэтатизма не смог показать, что «излюбленный им общественный идеал является необходимой стадией исторического развития, что никакие человеческие несправедливости, никакие человеческие учреждения и насилия не помешают восторжествовать анархическому идеалу». Доктрина анархизма остаётся утопией, социально-экономическим прожектёрством романтиков. Большинство сторонников безначалия верит в скорое наступление анархии и все силы прилагают к подготовке неминуемой социальной революции, полагаясь только на чаяньях сердца и личную убеждённость, тогда как, по мнению Борового, анархизм должен опираться не только на эмоциональный порыв, но и на логику, факты, концептуальную целостность и стройность.
Безгосударственный идеал Борового предполагает такую форму общественной жизни, что способствовала бы развитию самых разных человеческих отношений в социуме, при этом исключала бы внешний принудительный контроль данных отношений. Особой проработки требует либертарная экономика, потому что именно в хозяйственной сфере государственная власть всё более усиливается. По теории Борового, вытеснение принуждения из экономики будет протекать благодаря интеграции трудовых функций пролетария, который дотоле оставался живым придатком машины, но с ростом научно-технического прогресса всё более становится умным оператором производственных функций, имеющей самостоятельное значение хозяйственной единицей.
В отличие от многих других анархистов, Боровой не считал, что анархический идеал осуществится в ближайшем будущем. Господство максимальной духовной и материальной свободы людей у него предваряет ряд долгих исторических этапов, перескочить через которые не получится. Как невозможно было обойти капиталистическую формацию, так не избежать и социалистической, последняя должна подготовить экономические и психологические предпосылки анархии. При социализме продолжится концентрация производства, начатая капиталистическими монополиями, а более справедливое распределение благ в обществе удовлетворит насущные потребности и воспитает более культурного и экономически универсального человека. Только после разрешения проблемы физического выживания человечества настанет пора восстания гордого духа, желающего истинной свободы. С точки зрения Борового, последовательные анархисты не должны противиться предстоящему социалистическому строю, помогать социалистам построить его, и только после наступления более прогрессивной исторической стадии сойтись в последней борьбе с охранителями социалистического status quo. Отличие Борового от Макса Штирнера не только в принятии социализма, но и в желании революции. Также, в отличие от Бакунина, Кропоткина, Прудона и Годвина, Боровой не склонен возводить в абсолют творческую силу народа, и возлагать надежды на массы, существующие при сложившемся государственном порядке. Именно величайшая растворённость индивида в социуме создаёт почву для существования власти. Для зрелого же общества, организованного на самоуправлении, непременно нужно, чтобы каждый человек полностью осознавал происходящее, только от этого зависит возможность установления анархического порядка. Боровой считает глупым воззрение, по которому человек должен всецело раствориться в гармоничном и счастливом обществе, избавившись от личной ответственности. Причиной, по которой анархия пока не может быть построена, лежит в укоренении принципа власти в человеческой психологии, так что любая смена правительства будет декоративной, ведь сама власть продолжит существовать.
В своём сочинении «Власть» Боровой обращает внимание на сконструированный и преходящий характер власти, но ничуть не абсолютный, метафизический. По Боровому, власть не присуща биологическим свойствам человека, а насквозь социальна, и вполне может отжить своё. Власть государства и капитала покоится на механизмах поддержания низкого общественного самосознания, которое, также как отчуждающие условия труда, создаёт асоциальных индивидуумов, не способных к критическому мышлению, гражданской субъектности и эмпатии. Вследствие этого Боровой считает необходимым развитие «индивидуальных воль», могущих преодолеть религиозное сознание и сопутствующую ему привычку подчиняться власти. В усилении индивидуального начала Боровой видит исток, из которого впоследствии вырастет безвластный общественный строй. Раз власть воспроизводится обществом, тяготеющим к авторитаризму и лояльным действующей власти, то замена одних правящих лиц на другие не перевоспитает людей из раболепных в свободолюбивых. По мнению Борового, даже в том случае, когда у людей пробудится классовое сознание, без саморефлексии это внесёт лишь косметические изменения в общество..

## Архив
Фонд Алексея Алексеевича Борового хранится в Российском государственном архиве литературы и искусства под номером 1023. В фонде собрано более тысячи единиц хранения за 1810–1973 годы. Среди них многочисленные рукописи А. Борового, материалы к исследованиям: «Наука полицейского права. Ее история, задача и метод» [кон. XIX в.], «История личной свободы во Франции» [1900-е], «Разговоры о живом и мертвом» и многие другие; дневники А.А.Борового 6 (1907, 1928–1935); письма от Борового и к нему; материалы службы А.А.Борового в Московском университете; рукописи, фотографии и другие материалы к биографии.